# Diocèse de Pyongyang

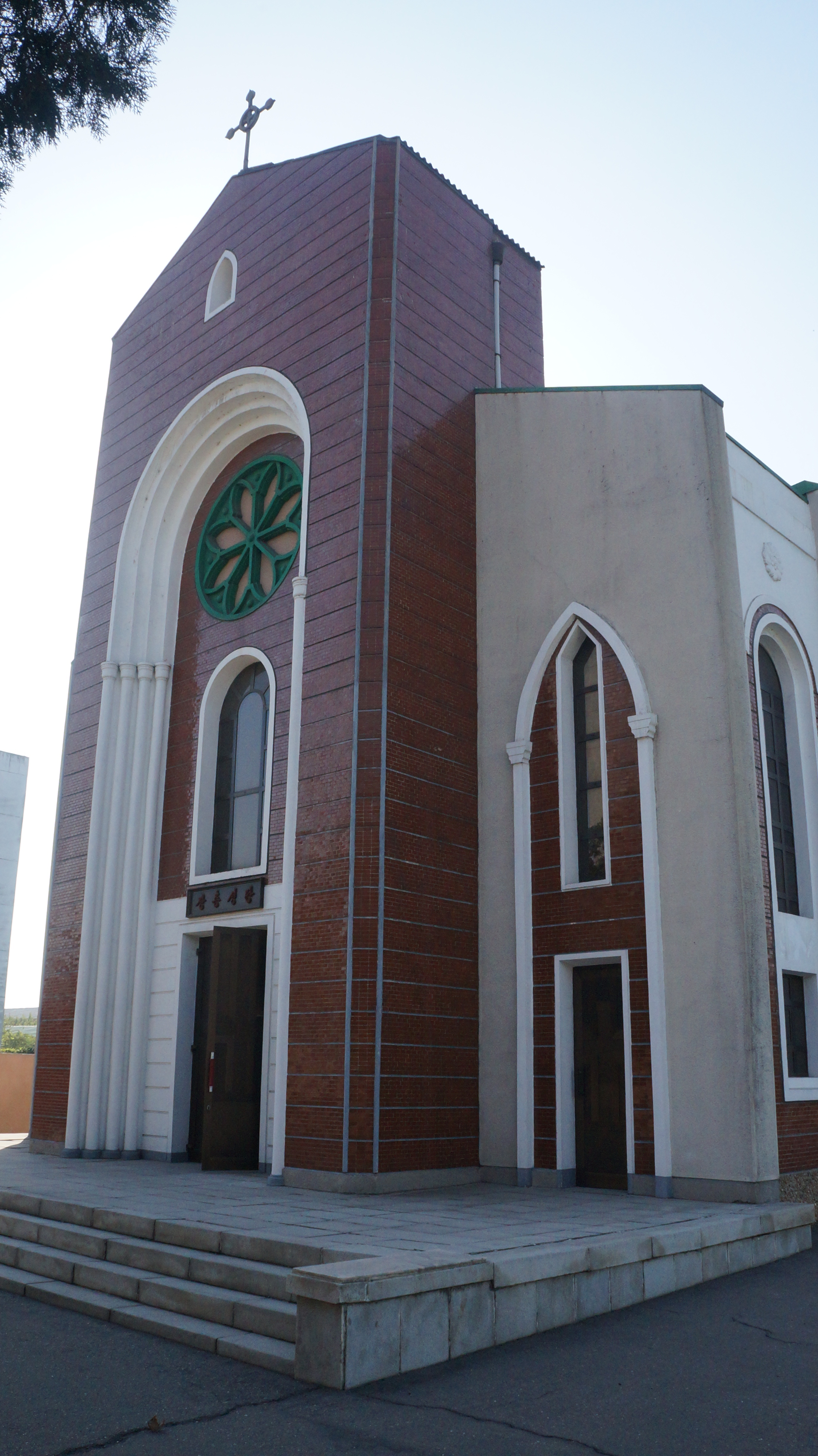

Le diocèse de Pyongyang, en Corée du Nord, est une juridiction de l'Église catholique romaine érigée canoniquement le 10 mars 1962 par le pape Jean XXIII, qui était auparavant une préfecture apostolique en 1927 puis un vicariat apostolique en 1939. Le diocèse est officiellement vacant depuis le 1er juillet 2013.
Il siège théoriquement à la cathédrale Jangchung de Pyongyang.

## Historique
Dans une Corée alors soumise au Japon, la préfecture apostolique de Peng-Yang est érigée en 1927, à laquelle succède le vicariat apostolique de Heijō en 1939, qui est lui-même rebaptisé vicariat apostolique de Pyong-Yang le 12 juillet 1950.
Trois évêques américains d'origine irlandaise se succèdent à la tête de la préfecture puis du vicariat avant la nomination du Coréen Francis Hong Yong-ho en 1944. Ce dernier, arrêté par les autorités communistes de la Corée du Nord en 1949, est porté disparu depuis cette date. Néanmoins, le 10 mars 1962, le pape Jean XXIII décide d'ériger le vicariat de Pyong-Yang en diocèse de plein exercice et nomme Mgr Hong comme premier évêque. Pendant plus de soixante ans, son nom demeure inscrit à l'Annuaire pontifical afin de témoigner de la persécution vécue par l'Église catholique en Corée du Nord.
En 1963, il y a vingt prêtres diocésains dans ce pays, ainsi que 59 religieuses.
À partir de 1975, l'archevêque de Séoul est chargé des fonctions d'administrateur apostolique du diocèse de Pyongyang et responsable de la Corée du Nord.

## Le diocèse aujourd'hui
Le nombre de fidèles catholiques dans ce diocèse est estimé à 800 par le Vatican et à 3 000 par le gouvernement local. Les recensements sont impossibles à effectuer actuellement, comme en Chine. Le nombre de paroisses est officiellement inconnu.
En 1998, l'évêque auxiliaire de Séoul a pu se rendre dans la métropole de Pyongyang. Caritas Internationalis, une société charitable, a accès aux lieux. En 2004, deux prêtres auraient fréquenté les lieux à titre de vicaire et administrateur diocésain. Dans les faits, aucun prêtre ne peut librement exercer son ministère.
En 2007, un procès en béatification est ouvert pour 53 martyrs de l'abbaye territoriale de Tokwon et morts entre 1949 et 1952 dans les camps de concentration de Kim Il-sung.
En 2013, la Conférence épiscopale coréenne demande à la congrégation pour les causes des saints l'ouverture du procès en béatification de 80 martyrs nord-coréens dont Mgr Hong. En juillet, le Saint-Siège retire donc son nom de l'Annuaire pontifical et déclare le siège épiscopal vacant.

## Évêques

### Préfets apostoliques de Peng-Yang
| Période     | Nom                  |
| ----------- | -------------------- |
| 1927 - 1929 | Patrick Joseph Byrne |
| 1930 - 1936 | John E. Morris       |

### Vicaires apostoliques de Heijō
| Période     | Nom                    |
| ----------- | ---------------------- |
| 1939 - 1944 | William F. O'Shea (en) |
| 1944 - 1962 | Francis Hong Yong-ho   |

### Évêque
| Période     | Nom                  |
| ----------- | -------------------- |
| 1962 - 2013 | Francis Hong Yong-ho |

### Administrateurs apostoliques
| Période     | Nom                    |
| ----------- | ---------------------- |
| 1950 - 1975 | George Carroll         |
| 1975 - 1998 | Stephen Kim Sou-hwan   |
| 1998 - 2012 | Nicolas Cheong Jin-suk |
| 2012 - 2021 | Andrew Yeom Soo jung   |
| Depuis 2021 | Peter Chung Soon-taick |